# Johan van Banchem
Johan van Banchem, auch Johann van Bancken und Jan van Banchem (* 1615 in Den Haag; † 1694 ebenda) war ein niederländischer Jurist und Beamter.
Banchem, dessen Vater ebenfalls ein hoher Jurist war, war Richter am Hof van Holland in Den Haag und ab 1655 wurde er Mitglied des Rats (Vroedschap) von Den Haag. 1661 bis 1663 war er einer von drei Bürgermeistern von Den Haag. Er war ein glühender Anhänger der Oranier. 1672 wurde er Schöffe von Den Haag und schwor die Schützengilde (Bürgerwehr) bei der Verschwörung zur Ermordung von Johan de Witt und Cornelis de Witt darauf ein, das Gefängnis zu bewachen, in dem sie waren, und sie nicht entkommen zu lassen. Die Bürgerwehr stürmte schließlich das Gefängnis, zerrte die Brüder auf den Platz und ermordete sie. Später schmückte er sich mit einem Degen, dessen Knauf die Ermordung zeigte. Zum Dank ernannte ihn Wilhelm III. zum Baljuw (vergleichbar einem Schultheiß) von Den Haag. Er leitete in dem Amt unter anderem die Polizei und war an Geldstrafen und Ersatz-Geldstrafen für Gefängnisstrafen beteiligt. Er missbrauchte sein Amt – unter anderem arbeitete er mit den Prostituierten zusammen um Kunden in eine Falle zu locken und danach Geldstrafen abzukassieren oder diese zu erpressen – wurde 1676 verhaftet und 1680 zum Tode verurteilt, wobei er auch gefoltert wurde. Er legte Berufung ein vor dem Hoge Raad van Holland en Zeeland und es gelang ihm nach Amsterdam zu entkommen. Dort schickte man ihn allerdings zurück (man verdächtigte ihn sogar einen Anschlag auf den Bürgermeister Coenraad van Beuningen geplant zu haben) und er landete wieder im Gefängnis, wo er starb.
1649 heiratete er Anna Deijm, mit der er mehrere Kinder hatte.